# Gustav Beckmann (Musikdirektor)
Gustav Wilhelm Beckmann (* 16. Januar 1865 in Bochum; † 8. August 1939 in Essen) war ein deutscher Dirigent und Studienrat. Er war Musikdirektor des Essener Bachvereins, Gründer des Verbandes evangelischer Kirchenmusiker in Preußen und als Verfasser von Schulbüchern für Gesang.

## Leben
Gustav Beckmann war der Sohn des Betriebsführers Theodor Beckmann und dessen Ehefrau Emilie geborene Haardt. Nach dem Besuch der Gymnasien in Bochum und Essen ging er an das Lehrerseminar nach Rheydt. Ab 1891 studierte er an der Staatlichen Akademie für Kirchenmusik in Berlin und machte zu Ostern 1893 dort sein Musiklehrerexamen. Danach wirkte er als Gesanglehrer am Helmholtz-Realgymnasium in Essen. 1925 wurde er dort zum Studienrat für das Künstlerische Lehramt ernannt.
Von 1894 bis 1935 war Gustav Beckmann Leiter des von ihm gegründeten Evangelischen Kirchenchores Essen-Altstadt. Zum 25-jährigen Chorjubiläum 1919 benannte sich der Chor, der seit seiner Gründung der Chor der Kreuzeskirche war, in Essener Bachverein um. Heute lautet dessen Name Essener Bachchor.
Ab 1896 war Gustav Becker erster Organist an der Kreuzeskirche in Essen. Zudem übte er zwischen 1893 und 1907 die Nebentätigkeit als Musikkritiker für die Rheinisch-Westfälische Zeitung aus. 1899 gründete er den Evangelischen Organistenverein für Rheinland und Westfalen, dessen Vorsitzender er 1904 wurde. 1908 gründete er den Verband evangelischer Kirchenmusiker in Preußen und wurde erster Vorsitzendes des Verbandes evangelischer Kirchenmusiker im Rheinland und Westfalen. Daneben war er Mitglied des Kreis- und Provinzialsynode des Rheinlands und Mitglied der Kirchenmusikalischen Zentrale des Rheinlands.
1915 gründete er die Zeitschrift Der evangelische Kirchenmusiker. Als Musikschriftsteller gab er mehrerer Schulbücher für Gesang des Rheinisch-Westfälischen Haus-Choralbuches sowie von Präludien für Orgel und geistliche Musik. Zusammen mit Karl Klingemann schrieb er die Grundsätze und Grundlinien für Pfarrer und Organisten. Zudem verband ihn eine Freundschaft mit Max Reger, der ihm die Symphonische Fantasie und Fuge op. 57 widmete.
1906 wurde Gustav Beckmann der Titel Königl. Musikdirektor verliehen.
Er war seit 1902 verheiratet mit Jenny, der Tochter des Kaufmanns Ernst Schmachtenberg und der Hedwig Pliester. Aus der Ehe gingen die Kinder Wolfgang und Adalbert hervor. Gustav Beckmann wurde auf dem Ostfriedhof in Essen beigesetzt.

## Schriften (Auswahl)
- Gründung eines Knabenchores in Essen-Altstadt. In: Monatsschrift für Gottesdienst und kirchliche Kunst, 21 (1916), S. 227–228.
- Der evangelische Kirchenmusiker, 1915 selbst gegründete Zeitschrift.

## Kompositionen
- Zwölf Vor- oder Nachspiele für Orgel op. 6. Originalausgabe 1902, neu ediert und hrsg. vom Verband für Kirchenmusik in der Evangelischen Kirche Rheinland, Edition Strube 2024.
- Choral-Präludium Allein Gott in der Höh sei Ehr. Hrsg. vom Verband für Kirchenmusik in der Evangelischen Kirche Rheinland, Edition Strube 2024.